# 詹姆斯·弗里德曼
詹姆斯·弗裡德曼（英語：James Fridman）是一位英國平面設計師，以在Twitter上接受修改照片的請求而聞名，但以幽默的方式修圖成滑稽且出乎意料的樣子來回應，呈現出喜劇性的意外效果。許多粉絲提交自己的照片，並要求修改圖像，期望得到幽默的結果，詹姆斯對此做出了回應。他和他的作品曾在各種媒體中發表過，例如《柯夢波丹》、《每日電訊報》、音樂電視網、《哈芬登郵報》、《都市報》、BuzzFeed、Mashable和其他人定期刊登有關他最新作品的文章。
2016年10月，詹姆斯與致力於戒煙的公共衛生組織真相倡議合作。
2018年1月，他獲得肖蒂獎最佳怪人提名。
他於2018年12月成立了詹姆斯·弗裡德曼基金會，其使命是幫助和支援受社會問題影響的兒童和年輕人。
2019年3月，詹姆斯與在線約會應用程式Bumble合作，支持將未經審查的猥褻照片定為犯罪，該活動由Bumble創始人兼首席執行官惠特尼·沃爾夫·赫德領導。
《Joy of Photoshop》 （页面存档备份，存于）是詹姆斯的處女作，收錄了他最受歡迎且前所未見的修圖，由維爾貝克出版社於2021年10月28日出版。

## 外部連結
- 詹姆斯·弗里德曼的官方網站 （页面存档备份，存于）